# 2007年千島群島地震
2007年千島群島地震發生在UTC時間2007年1月13日04:24，震央位於北緯46.7度，東經154.4度附近，即俄羅斯千島群島海域，日本氣象廳錄得的強度為日本气象厅地震规模8.3級，美國地質調查局錄得7.9級，太平洋海嘯警報中心錄得8.4級，香港天文台錄得7.7級。
日本氣象廳發出海嘯警报，指約2米高的海嘯可能影響北海道。太平洋海嘯警報中心也對俄羅斯、日本和南鳥島發出海嘯警告。
日本氣象廳說，整個西太平洋海域從堪察加半島一直到菲律賓以及密克羅尼西亞群島，都要注意。目前尚未收到任何求助資料。

## 海嘯

### 各地的海嘯警报及注意报
| 海嘯警告地區：     | 海嘯警告程度： |
| 伊豆海島           | 海嘯注意報     |
| 相模海灣和三浦半島 | 海嘯注意報     |
| 中國沿海地區       | 海嘯預警       |

註：

海嘯注意報：海嘯高度大約有0.5米高。

海嘯警報：海嘯高度大約有2米高。

### 已證實的海嘯
日本氣象廳指出有40厘米高的海浪打向北海道附近的父島列島。
日本氣象廳指在當地時間下午2時52分有10厘米高的海浪打向北海道東岸的根室市，在距離8.3級地震發生約90分鐘後發生。